# Энтолома заброшенная
Энтолома заброшенная (лат. Entoloma neglectum) — вид грибов, входящий в род энтолома (Entoloma) семейства энтоломовые (Entolomataceae).
Синонимы:
- Agaricus cancrinus Fr. 1838, nom. illeg.
- Agaricus neglectus Lasch 1828basionym
- Clitopilus cancrinus Fr. ex Quél. 1872
- Clitopilus neglectus (Lasch) P. Kumm. 1871
- Eccilia cancrina (Fr. ex Quél.) Ricken 1913
- Entoloma cancrinum (Fr. ex Quél.) Noordel. 1981
- Entoloma neglectum var. tetrasporum Winterh. ex Arnolds 1982
- Paraleptonia neglecta (Lasch) P.D. Orton 1991
- Rhodophyllus cancrinus (Fr. ex Quél.) Quél. 1886
- Rhodophyllus neglectus (Lasch) J. Favre 1948

## Биологическое описание
- Шляпка 0,5—4 см в диаметре, у молодых грибов плоско-выпуклой формы, затем раскрывается до плоской, вдавленной и воронковидной, с подвёрнутым краем, негигрофанная, неразлинованная, окрашена в беловатые или светло-коричневые тона, бархатистая, в центре иногда мелкочешуйчатая.
- Мякоть тонкая, полупрозрачная, беловатая, со слабыми или сильными мучнистыми запахом и вкусом.
- Гименофор пластинчатый, пластинки довольно редкие, приросшие к ножке или низбегающие на неё, белого цвета, с возрастом становятся светло-розовыми, с ровным краем.
- Ножка 1—2,5 см длиной и 0,2—0,3 см толщиной, ровная или слабо утолщённая к основанию, полупрозрачная, иногда с буроватым или желтоватым оттенком, обычно по всей поверхности покрыта беловатым опушением. Кольцо отсутствует.
- Споровый порошок розового цвета. Споры 9—13×6—10 мкм, 6—10-угольные. Базидии дву- или четырёхспоровые, с пряжками, 25—45×7—15 мкм. Цистиды отсутствуют. Кутикула шляпки — кутис или триходермис, состоит из цилиндрических или вздутых гиф до 16 мкм толщиной.

Энтолома заброшенная считается несъедобным грибом.

## Ареал и экология
Энтолома заброшенная широко распространена в Европе, однако встречается довольно редко. В России известна только из Новгородской области и Хабаровского края. Произрастает на известняковых почвах на лугах.